# Liste der Monuments historiques in Chanteloup-les-Vignes
Die Liste der Monuments historiques in Chanteloup-les-Vignes führt die Monuments historiques in der französischen Gemeinde Chanteloup-les-Vignes auf.

## Liste der Objekte
Zum Verständnis siehe: Kirchenausstattung
| Bezeichnung               | Beschreibung | Standort                     | Kennzeichnung | Schutzstatus | Datum | Bild           |
| ------------------------- | --- | ---------------------------- | ------------- | ------------ | ----- | -------------- |
| Sieben Bleiglasfenster    | Motive: „Saint Roch en prison et saint Roch soigné par un ange, Mort de saint Roch et enterrement de saint Roch, Naissance de saint Roch et éducation de saint Roch, Lapidation de saint Etienne et donateur et sa famille, Annonce à Joachim et Anne et Joachim chassés du temple par le grand prêtre, Rencontre à la Porte Dorée et Naissance de la Vierge, saint Sébastien et saint Adrien“; 16. Jahrhundert | in der Kirche St-Roch (Lage) | PM78000088    | Classé       | 1939  | weitere Bilder |
| Gemälde Kreuzigungsszene  | Tafelgemälde mit Rahmen; Öl auf Nussbaumholz, nach Jacopo Tintoretto, um 1700 | in der Kirche St-Roch (Lage) | PM78002148    | Inscrit      | 2007  |                |
| Skulptur Madonna mit Kind | Teil einer Prozessionsstange; Holz, farbig gefasst und vergoldet, 1776 | in der Kirche St-Roch (Lage) | PM78001370    | Inscrit      | 1977  |                |
| Hauptaltar                | Retabel mit Gemälde Mariä Himmelfahrt; Holz, vergoldet, sowie Öl auf Leinwand, 1681 | in der Kirche St-Roch (Lage) | PM78001561    | Inscrit      | 1982  |                |